# Liga Sudamericana de Baloncesto Femenino
La Liga Sudamericana de Baloncesto Femenino es una competencia sudamericana de clubes femeninos de básquetbol organizada por FIBA Américas, que en el 2009 asumió y recreó la competencia. Es sucesor del «Campeonato Sudamericano Femenino de Clubes» y de la «Liga Sudamericana Femenina de Clubes».
El campeonato comenzó en 1981 y dejó de disputarse en 1999, luego se intentó reeditar en el 2002 sin éxito, y se volvió a disputar desde 2009 hasta 2015. Posteriormente el torneo se relanzó en 2019.
Existe una hegemonía de los equipos brasileños, quienes dominaron la competencia, obteniendo diecisiete de los certámenes disputados.

## Campeones

### Campeonato Sudamericano Femenino de Clubes
| Año  | Sede final          | Campeón                 | Subcampeón             |
| ---- | ------------------- | ----------------------- | ---------------------- |
| 1981 | Lima                | Higienópolis/Catanduva  | Bancoper               |
| 1983 | Presidente Prudente | Prudentina              | Higienópolis/Catanduva |
| 1984 | Sorocaba            | Prudentina              | Minercal               |
| 1986 | Buenos Aires        | Unimep/Piracicaba       | Platense               |
| 1987 | Quito               | Unimep/Piracicaba       | Club Universidad       |
| 1989 | Piracicaba          | ADN BCN/Piracicaba      | Provincia              |
| 1990 | Guayaquil           | Perdigão Divino/Jundiaí | ADN BCN/Piracicaba     |
| 1991 | Guarujá             | ADN BCN/Piracicaba      | Van Melle/Divino       |
| 1992 | Santiago            | Unimed/Araçatuba        | Sorocaba               |
| 1993 | Campos do Jordão    | Sorocaba                | Unimed/Araçatuba       |
| 1996 | Jacareí             | Sorocaba                | Vélez Sársfield        |
| 1998 | Curitiba            | Paraná                  | UTE Quito              |
| 1999 | Santo André         | Arcor/Santo André       | Paraná                 |

### Liga Sudamericana Femenina de Clubes
| Año           | Sede final   | Campeón       | Resultado  | Subcampeón        |
| ------------- | ------------ | ------------- | ---------- | ----------------- |
| 2002 Detalles | Puerto Montt | Vasco da Gama | Final Four | Deportivo Maullín |

### Campeonato Sudamericano Femenino de Clubes de FIBA Américas
| Año           | Sede final | Campeón      | Resultado | Subcampeón             |
| ------------- | ---------- | ------------ | --------- | ---------------------- |
| 2009 Detalles | Quito      | Ourinhos     | 102 – 77  | UTE Quito              |
| 2012 Detalles | Quito      | Americana    | 82 – 67   | Ourinhos               |
| 2014 Detalles | Quito      | Sport Recife | 85 – 84   | La Estancia de Popayán |

### Liga Sudamericana Femenina de Clubes
| Año           | Sede final                                              | Campeón                                                 | Resultado                                               | Subcampeón                                              |
| ------------- | ------------------------------------------------------- | ------------------------------------------------------- | ------------------------------------------------------- | ------------------------------------------------------- |
| 2015 Detalles | Puente Alto                                             | ADCF Unimed/Americana                                   | 70 – 60                                                 | UTE Quito                                               |
| 2019 Detalles | Santiago del Estero                                     | Copacabana de Antioquia                                 | Final Four                                              | Quimsa                                                  |
| 2021 Detalles | El torneo quedo inconcluso por la pandemia de COVID-19. | El torneo quedo inconcluso por la pandemia de COVID-19. | El torneo quedo inconcluso por la pandemia de COVID-19. | El torneo quedo inconcluso por la pandemia de COVID-19. |

### Liga Sudamericana de Baloncesto Femenino
| Año           | Sede final          | Campeón              | Resultado | Subcampeón        |
| ------------- | ------------------- | -------------------- | --------- | ----------------- |
| 2022 Detalles | Paysandú            | Félix Pérez Cardozo  | 69 - 51   | Defensor Sporting |
| 2023 Detalles | Santiago del Estero | Indeportes Antioquia | 82 - 69   | Aguada            |
| 2024 Detalles | Luque               | SESI Araraquara      | 87 - 69   | Aguada            |

## Títulos por equipo
| Equipo                  | País      | Títulos | Subtítulos | Años Campeón |
| ----------------------- | --------- | ------- | ---------- | ------------ |
| Sorocaba                | Brasil    | 2       | 1          | 1993, 1996   |
| ADN BCN/Piracicaba      | Brasil    | 2       | 1          | 1989, 1991   |
| Unimep/Piracicaba       | Brasil    | 2       |            | 1986, 1987   |
| Prudentina              | Brasil    | 2       |            | 1983, 1984   |
| Unimed/Araçatuba        | Brasil    | 1       | 1          | 1992         |
| Ourinhos                | Brasil    | 1       | 1          | 2009         |
| Félix Pérez Cardozo     | Paraguay  | 1       | 1          | 2022         |
| Paraná                  | Brasil    | 1       | 1          | 1998         |
| Higienópolis/Catanduva  | Brasil    | 1       | 1          | 1981         |
| Perdigão Divino/Jundiaí | Brasil    | 1       | 1          | 1990         |
| Arcor/Santo André       | Brasil    | 1       |            | 1999         |
| Vasco da Gama           | Brasil    | 1       |            | 2002         |
| Americana               | Brasil    | 1       |            | 2012         |
| Sport Recife            | Brasil    | 1       |            | 2014         |
| ADCF Unimed/Americana   | Brasil    | 1       |            | 2015         |
| Copacabana de Antioquia | Colombia  | 1       |            | 2019         |
| Indeportes Antioquia    | Colombia  | 1       |            | 2023         |
| SESI Araraquara         | Brasil    | 1       |            | 2024         |
| UTE Quito               | Ecuador   |         | 3          |              |
| Aguada                  | Uruguay   |         | 2          |              |
| Bancoper                | Perú      |         | 1          |              |
| Minercal                | Brasil    |         | 1          |              |
| Platense                | Argentina |         | 1          |              |
| Club Universidad        | Colombia  |         | 1          |              |
| Provincia               | Argentina |         | 1          |              |
| Vélez Sarsfield         | Argentina |         | 1          |              |
| La Estáncia de Popayán  | Colombia  |         | 1          |              |
| Quimsa                  | Argentina |         | 1          |              |
| Deportivo Maullín       | Chile     |         | 1          |              |

### Títulos por país
| País      | Títulos | Subtítulos |
| --------- | ------- | ---------- |
| Brasil    | 19      | 8          |
| Colombia  | 2       | 2          |
| Paraguay  | 1       | 1          |
| Argentina | 0       | 4          |
| Ecuador   | 0       | 3          |
| Uruguay   | 0       | 2          |
| Perú      | 0       | 1          |
| Chile     | 0       | 1          |

## Clasificación
| Edición | Participantes | País      | Representantes                          |
| ------- | ------------- | --------- | --------------------------------------- |
| 1981    | 6             | Argentina | Newell's Old Boys                       |
| 1981    | 6             | Bolivia   | San Martín                              |
| 1981    | 6             | Brasil    | Higienópolis/Catanduva                  |
| 1981    | 6             | Paraguay  | Félix Pérez Cardozo                     |
| 1981    | 6             | Perú      | Bancoper                                |
| 1981    | 6             | Venezuela | Poli Sport                              |
| 1983    | 4             | Brasil    | Prudentina Higienópolis/Catanduva       |
| 1983    | 4             | Paraguay  | Félix Pérez Cardozo                     |
| 1983    | 4             | Uruguay   | Naga                                    |
| 1984    | 5             | Brasil    | Prudentina Minercal                     |
| 1984    | 5             | Colombia  | Club Muebles Tony del Valle             |
| 1984    | 5             | Paraguay  | Félix Pérez Cardozo                     |
| 1984    | 5             | Perú      | Universitario                           |
| 1986    | 6             | Argentina | Platense                                |
| 1986    | 6             | Brasil    | Unimep/Piracicaba                       |
| 1986    | 6             | Chile     | Brisas                                  |
| 1986    | 6             | Colombia  | Drogas La Rabaia                        |
| 1986    | 6             | Ecuador   | Emelec                                  |
| 1986    | 6             | Perú      | Club de Regatas Lima                    |
| 1987    | 5             | Argentina | Vélez Sarsfield                         |
| 1987    | 5             | Brasil    | Unimep                                  |
| 1987    | 5             | Colombia  | Universidad Nacional                    |
| 1987    | 5             | Ecuador   | El Nacional                             |
| 1987    | 5             | Perú      | Circolo Sportivo Italiano               |
| 1989    | 2             | Argentina | Provincia                               |
| 1989    | 2             | Brasil    | ADC BCN                                 |
| 1990    | 5             | Brasil    | ADC BCN Perdigão Divino                 |
| 1990    | 5             | Chile     | Colo-Colo                               |
| 1990    | 5             | Ecuador   | Sport Uruguay                           |
| 1990    | 5             | Venezuela | Club Leonas                             |
| 1991    | 5             | Brasil    | ADC BCN Van Melle/Divino                |
| 1991    | 5             | Chile     | Universidad Católica                    |
| 1991    | 5             | Ecuador   | Sport Uruguay                           |
| 1991    | 5             | Paraguay  | Olimpia                                 |
| 1992    | 4             | Brasil    | Sorocaba UNIMEP Araçatuba               |
| 1992    | 4             | Bolivia   | Maryknoll                               |
| 1992    | 4             | Chile     | Thomas Bata                             |
| 1993    | 5             | Argentina | Provincial (Rosario)                    |
| 1993    | 5             | Bolivia   | Maryknoll                               |
| 1993    | 5             | Brasil    | UNIMEP Araçatuba CA Sorocaba            |
| 1993    | 5             | Chile     | Thomas Bata                             |
| 1996    | 5             | Argentina | Vélez Sarsfield                         |
| 1996    | 5             | Bolivia   | Universidad Católica La Paz             |
| 1996    | 5             | Brasil    | CA Sorocaba                             |
| 1996    | 5             | Chile     | Deportivo Tatio                         |
| 1996    | 5             | Ecuador   | Universidad Tecnológica Equinoccial     |
| 1998    | 6             | Argentina | Obras Sanitarias                        |
| 1998    | 6             | Bolivia   | Real Santa Cruz                         |
| 1998    | 6             | Brasil    | Paraná Basquete Clube                   |
| 1998    | 6             | Chile     | Thomas Bata                             |
| 1998    | 6             | Ecuador   | Universidad Tecnológica Equinoccial     |
| 1998    | 6             | Venezuela | Diosas de Yaracuy                       |
| 1999    | 7             | Argentina | Platense                                |
| 1999    | 7             | Brasil    | Arcor/Santo André Paraná Basquete Clube |
| 1999    | 7             | Chile     | Universidad de Los Lagos                |
| 1999    | 7             | Ecuador   | Universidad Tecnológica Equinoccial     |
| 1999    | 7             | Perú      | Universidad de Lima                     |
| 1999    | 7             | Venezuela | Diosas de Yaracuy                       |